# Liste der Einträge im National Register of Historic Places im Live Oak County
Die Liste der Registered Historic Places im Live Oak County führt alle Bauwerke und historischen Stätten im texanischen Live Oak County auf, die in das National Register of Historic Places aufgenommen wurden.

## Aktuelle Einträge
| Lfd. Nr. | Name im NRHP         | Bild | Datum der Eintragung | Adresse/Lage              | Ort      | NRHP-ID  | Beschreibung |
| -------- | -------------------- | ---- | -------------------- | ------------------------- | -------- | -------- | ------------ |
| 1        | Fort Merrill         |      | 22. Nov. 1991        | Address Restricted        | Dinero   | 91001686 |              |
| 2        | Live Oak County Jail |      | 25. Feb. 2004        | Public square in Oakville | Oakville | 04000098 |              |
| 3        | Pagan Site, 41 LK 58 |      | 10. Aug. 1978        | Address Restricted        | Calliham | 78002972 |              |